# Panagia Krimniotissa
Die Panagia Krimniotissa war eine Fähre der griechischen Reederei Saos Ferries, die 1973 als Tsukushi (jap. つくし) in Dienst gestellt wurde. Das Schiff blieb bis Dezember 2008 in Fahrt und wurde nach fast dreijähriger Liegezeit 2011 in der Türkei verschrottet.

## Geschichte
Die Tsukushi wurde am 1. Juli 1972 Baunummer 173 bei Kanda Zōsenjo in Kure auf Kiel gelegt und lief am 7. November 1972 vom Stapel. Im März 1973 erfolgte die Ablieferung an Nishi Nihon Ferry und die Indienststellung mit Heimathafen Kōbe. 1975 ging sie als Dai-16 Hankyū (第十六阪九, engl. Hankyu No 16) an Hankyū Ferry, ehe sie 1984 als Ferry Pukwan nach Südkorea verkauft und dort fortan auf der Strecke von Shimonoseki nach Busan in Dienst gestellt wurde.
Im November 1998 wurde das Schiff von Express Sea Trailer übernommen und in Star Trailer umbenannt. Neues Einsatzgebiet war ab 1999 die Strecke von Korinth nach Venedig. Im November 1999 übernahm Minoan Flying Dolphins die Star Trailer unter dem abgeänderten Namen Startrailer.
Im September 2003 ging das Schiff als Panagia Krimniotissa an Saos Ferries und wurde fortan auf der Strecke von Piräus über Chios nach Mytilini eingesetzt. Nachdem die Panagia Krimniotissa ab Oktober 2006 über ein Jahr lang auflag wurde sie ab März 2008 unter der Charter der J. Van Nuyssenborgh B.V. kurzzeitig wieder eingesetzt, wegen finanzieller Schwierigkeiten der Reederei jedoch am 2. Dezember 2008 wieder in Eleusis aufgelegt.
Nachdem Saos Ferries aufgelöst worden war und sich kein neuer Käufer für das Schiff gefunden hatte, wurde die Panagia Krimniotissa im Oktober 2011 nach fast dreijähriger Liegezeit zum Abbruch ins türkische Aliağa verkauft, wo sie am 17. Oktober eintraf.